# Arthur Patrianova
Arthur Patrianova (Itajaí, 22 de abril de 1993) es un exjugador brasileño de balonmano que jugaba de lateral izquierdo. Su último equipo fue el Atlético Valladolid de la Liga Asobal. Fue un componente de la selección de balonmano de Brasil.
Se retiró en 2022 del balonmano profesional para ser empresario.

## Palmarés

### Celje
- Liga de balonmano de Eslovenia (2): 2016, 2017
- Copa de Eslovenia de balonmano (2): 2016, 2017

### Benfica
- Copa de Portugal de balonmano (1): 2018

## Clubes
- Naturhouse La Rioja (2013-2014)
- Club Balonmano Villa de Aranda (2014-2015)
- RK Celje (2015-2017)
- SL Benfica (2017-2019)
- Atlético Valladolid (2019-2022)